# Mahle Betriebskrankenkasse
Die Mahle Betriebskrankenkasse (Kurzbezeichnung: MAHLE BKK, zuvor Betriebskrankenkasse Mahle) ist ein Träger der gesetzlichen Krankenversicherung aus der Gruppe der betriebsbezogenen Krankenkassen mit Sitz in Stuttgart.
Ihren Ursprung hat die Kasse im Unternehmen Mahle GmbH; inzwischen können alle Mitarbeiter des MAHLE-Konzerns in Deutschland sowie deren Familienangehörige Mitglied werden.